# Spanneisen

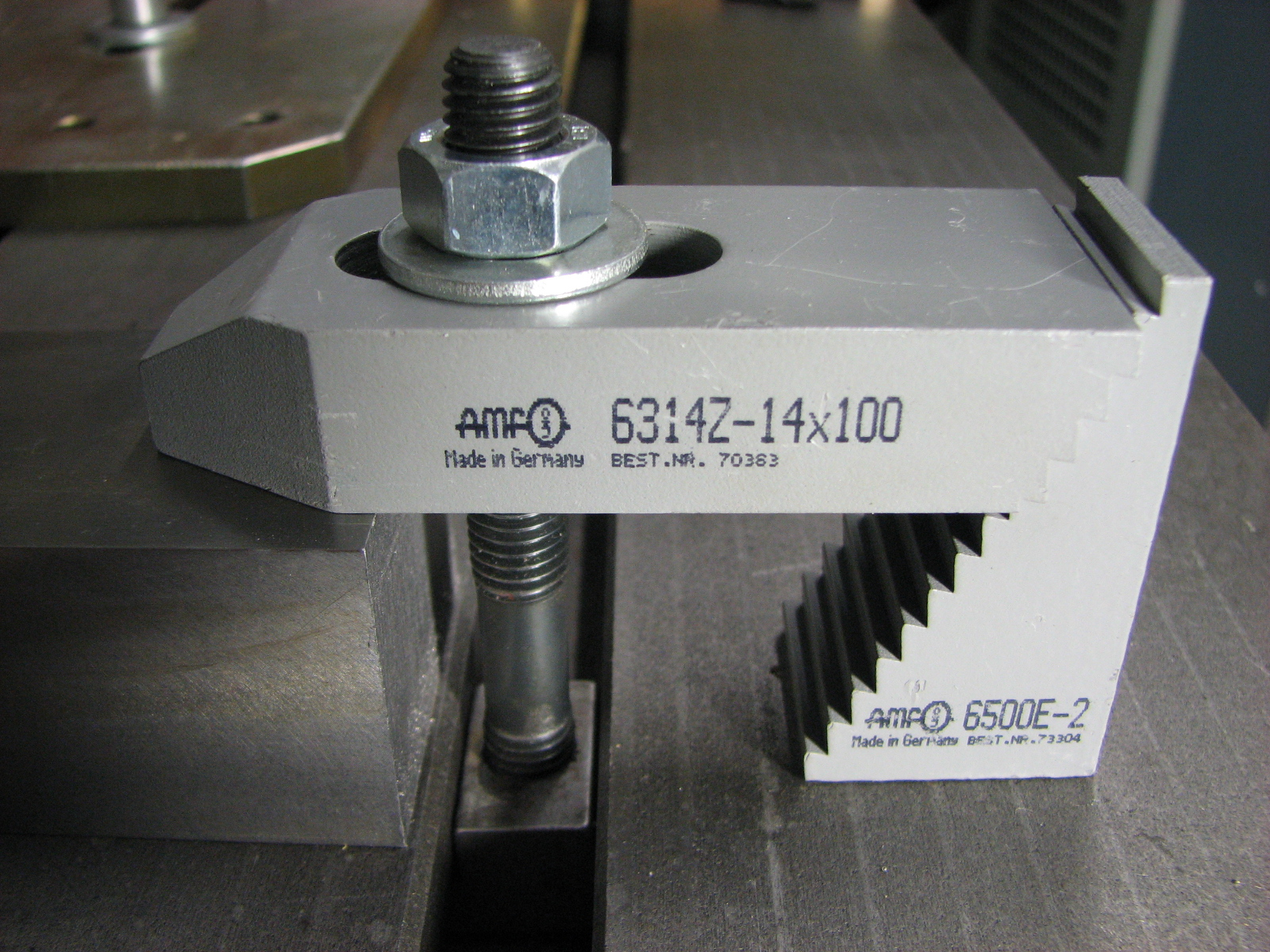
Spanneisen mit Treppenbock als Unterlage

Spanneisen (auch Spannpratze) sind mit einer Bohrung oder einem Langloch versehene flache Spannelemente zur mechanischen Fixierung verschiedener fester Körper auf einer Werkplatte oder Aufnahme.
Das Eisen liegt mit einem Ende auf dem zu spannenden Körper auf, während sich das andere Ende auf einer Unterlage stützt. Die so nah wie möglich am Werkstück angebrachte Schraube ist am unteren Ende in einer mit T-Nuten oder Bohrungen ausgestatteten Platte, Mess- oder Maschinentisch befestigt. Die Spannkraft wird in den häufigsten Fällen durch kräftiges Anziehen einer Mutter aufgebracht. Ein schnelleres Wechseln der Werkstücke ermöglichen an der Schraube angebrachte, hebelbetätigte Exzenter. Hydraulische Systeme in Verbindung mit separaten Spanneisen sind eher selten, da kein automatisierter Betrieb möglich ist.
Die durch die meist leicht unterschiedliche Höhe zwischen Werkstück und Unterlage hervorgerufene Schräglage des Spanneisens wird bei großen Spannkräften mit Kugelscheibe und Kegelpfanne ausgeglichen. Am Werkstück bieten sich zum Ausgleich geneigter Flächen pendelnde Auflagen an. Dies ist auch sinnvoll, um ein Verspannen des Werkstücks und damit ein Rückfedern nach dem Ausbauen zu vermeiden, was nach einer formgebenden Bearbeitung wie dem Fräsen eine Formänderung zur Folge hätte.
Die Formen der Spanneisen fallen unterschiedlich aus und sind in DIN-Normen festgehalten. Es gibt sie in verschiedenen Größen, in gerader und gekröpfter Ausführung sowie mit verschiedenartig geformten Spannflächen.